# Unterstrogn
Unterstrogn ist ein Ortsteil der Gemeinde Bockhorn im Landkreis Erding in Oberbayern. 

## Geografie
Der Ort liegt zwei Kilometer nordwestlich von Bockhorn entfernt.
Die Strogen durchfließt den Ort.

## Baudenkmäler

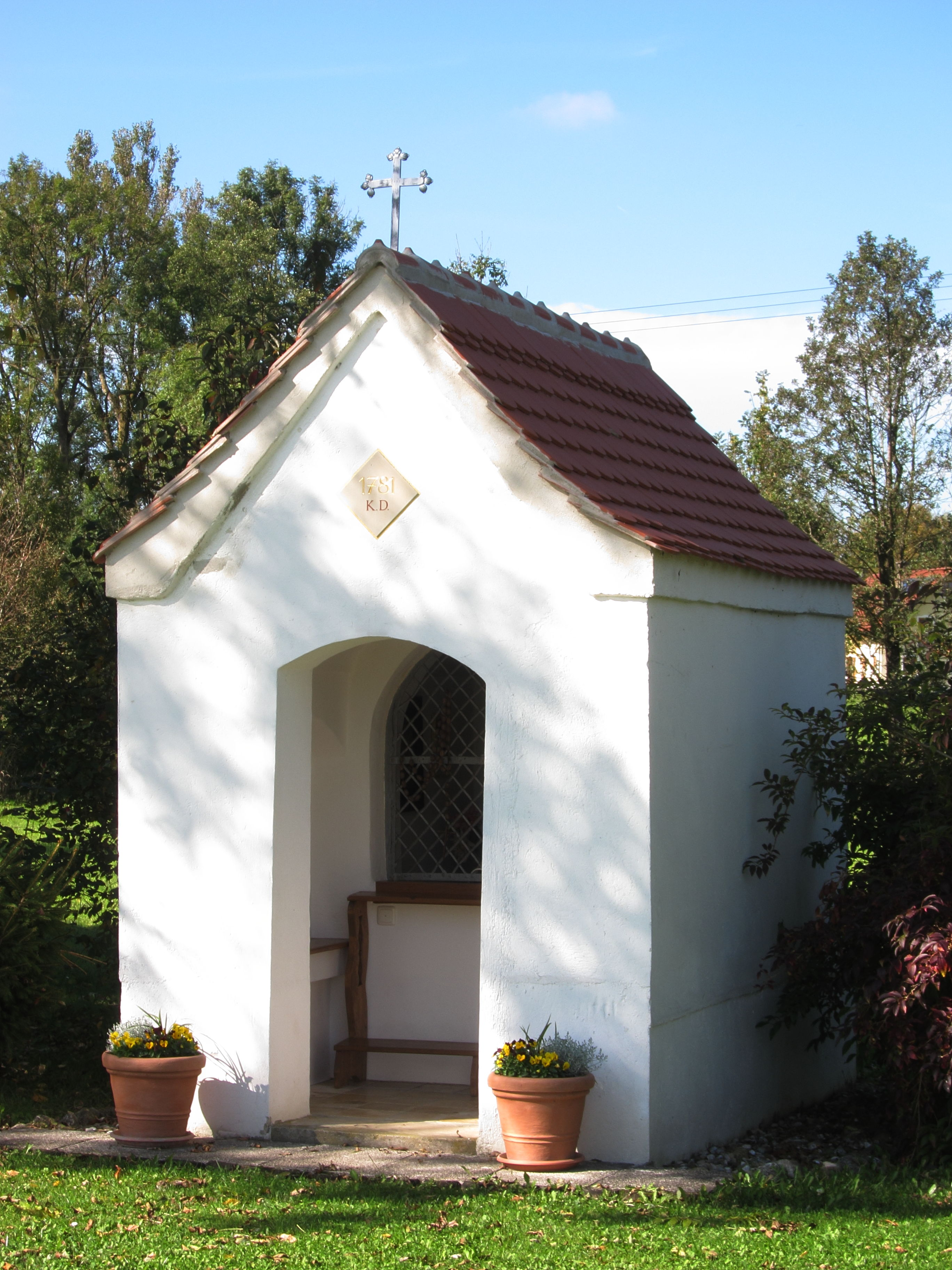
Feldkapelle Unterstrogn (1781)

In der Liste der Baudenkmäler in Bockhorn werden die Ulrich-Kapelle und die Feldkapelle genannt. 

## Verkehr
Durch den Ort führt die Bundesstraße 388.